# Центральный район (Тольятти)
Центра́льный райо́н (также известен как «Старый город», «Старик») — один из трёх районов города Тольятти.
Административно выделен в 1972 году. С 1992 года деятельностью района руководит назначаемый мэром глава администрации.

## География
Расположен в центральной его части и включающий основную отдалённую от Волги городскую черту, а также прибрежный микрорайон Портпосёлок, построенный к северу от затопленного в 1950-е годы исторического центра города Ставрополя (Тольятти).
Граничит на западе с Автозаводским, а на юго-востоке с Комсомольским районами города, отделённый от них лесными массивами. На юге района находится лесной массив, за которым протекает река Волга. На юго-запад от основных кварталов, непосредственно у берега Волги находится микрорайон Портпосёлок, обособленный, но административно входящий в Центральный район. Это единственное место, где район выходит на берег Волги. С севера граничит со Ставропольским районом Самарской области.

## Население

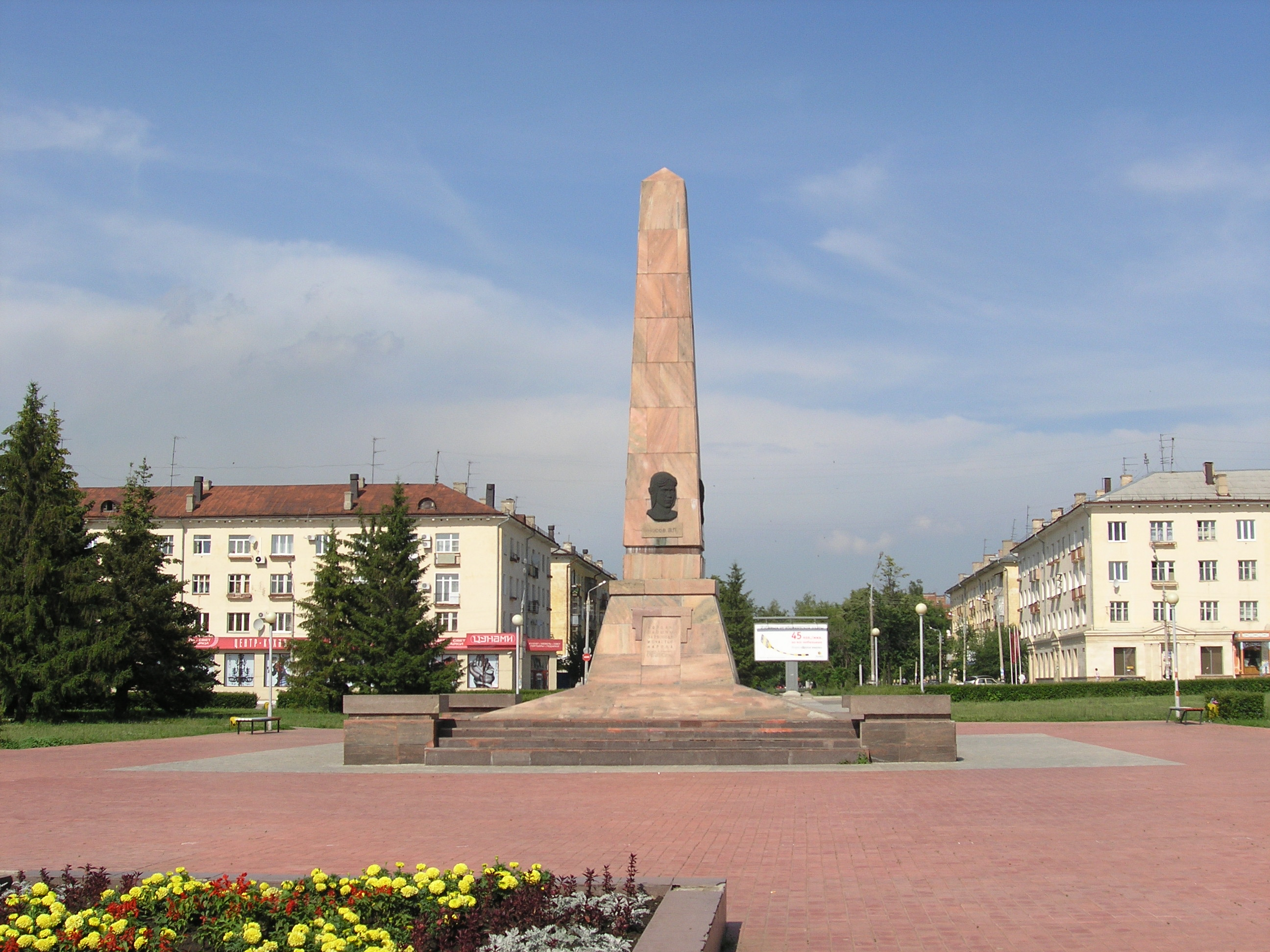
Памятник Тольятти «Обелиск Славы», площадь Свободы

| Год  | Численность | Численность |
| ---- | ----------- | ----------- |
| 1979 | 180 317     | [ 2 ]       |
| 1989 | 163 090     | [ 3 ]       |
| 2002 | 160 322     | [ 4 ]       |
| 2007 | 158 257     |             |
| 2010 | 157 669     | [ 5 ]       |
| 2012 | 158 692     | [ 6 ]       |
| 2013 | 159 107     | [ 7 ]       |
| 2014 | 159 177     | [ 8 ]       |
| 2015 | 159 837     | [ 9 ]       |
| 2016 | 158 838     | [ 10 ]      |
| 2017 | 158 708     | [ 11 ]      |
| 2018 | 158 137     | [ 12 ]      |
| 2019 | 157 281     | [ 13 ]      |
| 2020 | 155 879     | [ 14 ]      |
| 2021 | 151 383     | [ 1 ]       |

### Национальный состав
Данные Всероссийской переписи населения 2010 года:
- Численность населения — 157 тыс. 669 чел.
- Указавшие национальность — 149 тыс. 636 чел.

1. русские — 127 643 чел. (80,96 % от всего населения Центрального района, или 85,3 % от указавших национальную принадлежность)
2. татары — 5 726 чел. (3,63 %)
3. украинцы — 2 521 чел. (1,6 %)
4. армяне — 2 171 чел. (1,38 %)
5. мордва — 2 039 чел. (1,29 %)
6. узбеки — 1 716 чел. (1,09 %)
7. чуваши — 1 666 чел. (1,06 %)
8. азербайджанцы — 1 345 чел. (0,85 %)
9. таджики — 1 167 чел. (0,74 %)
10. белорусы — 677 чел. (0,43 %)

### История
Район начал формироваться при переносе жилых домов из затопляемого Ставрополя в 1950-х годах. Перенесённые дома стали основой частного сектора района. В отличие от остальных районов города, в Центральном частные дома находятся не на окраине, а непосредственно в самом центре района, ограниченные кварталами современной застройки с севера и юга. Портпосёлок был построен в то же время как жилой район для строителей Жигулёвской ГЭС.
В 1960-х годах в районе были построены крупные предприятия машиностроения и химической промышленности: Волгоцеммаш, ТольяттиКаучук, КуйбышевАзот, электротехнический завод, Тольяттинская ТЭЦ и другие. Они сформировали Северный промышленный узел, расположенный на северо-востоке от жилых кварталов.
Район — исторически сложившийся административный центр города. Здесь расположены Тольяттинская Городская Дума, мэрия города и Городская клиническая больница № 1 им. Гройсмана. Большинство зданий района застройки сталинского и хрущёвского периодов. Именно в Центральном районе находится большинство исторических памятников Тольятти. Спортивный стадион Строитель.

## Достопримечательности и учреждения района
| - Куйбышевгидрострой - КуйбышевАзот - ТольяттиКаучук - Волгоцеммаш - Тольяттинский Трансформатор - Тольяттинская ТЭЦ - КуйбышевФосфор - Автовазбанк - Городская клиническая больница № 1 им. Виталия Гройсмана - Спортивно-технический комплекс имени Анатолия Степанова - стадион «Труд» - Тольяттинский государственный университет - Драматический театр «Колесо» - Буревестник (кинотеатр, Тольятти) | - ТВТ (Телевидение Тольятти) - ЛАДА ТВ - ИКС ТВ (Тольятти) - Тольяттинская соборная мечеть - Пилигрим (театр) - Тольяттинский художественный музей - Взрыв автобуса в Тольятти - Обелиск Славы в Тольятти - Памятник Карлу Марксу (Тольятти) - Памятник Татищеву (Тольятти) - Тольяттинская городская дума - Мега-Лада |

## Центральные улицы
- Улица Жилина (Тольятти)
- Площадь Свободы (Тольятти)